# Bultaco El Bandido
La Bultaco El Bandido fou un model de motocicleta fora d'asfalt fabricat per Bultaco entre 1967 i 1972. Era una moto pensada per al mercat dels EUA (on es distribuí quasi en exclusiva) i dissenyada específicament per a la pràctica del motocròs, tot i que el seu principal èxit comercial l'obtingué entre els afeccionats a les curses de desert, molt populars als estats fronterers amb Mèxic. Malgrat tot, la "Bandido" (com se la coneixia normalment) no va acabar de triomfar per culpa sobretot d'un pes excessiu, proper als 114 kg.
Al llarg de la seva vida comercial se'n produïren diverses versions en dues cilindrades (350 i 360 cc), totes elles amb les mateixes característiques generals: motor de dos temps monocilíndric refrigerat per aire, bastidor de doble bressol, frens de tambor i amortidors de forquilla convencional davant i telescòpics darrere.

## Història

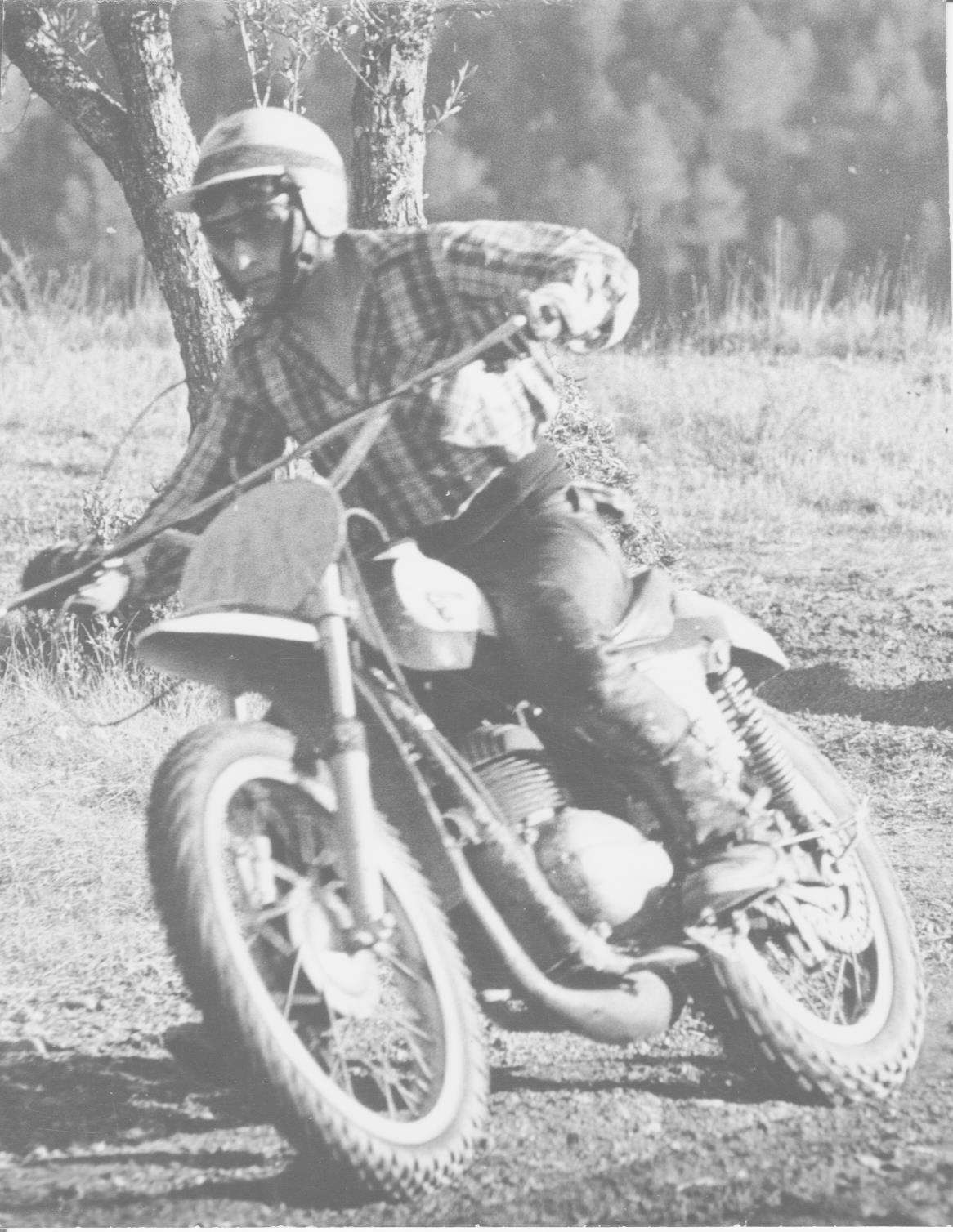
Domingo Gris provant un prototip dEl Bandido a Bassella el 1967

Cap a finals de la dècada de 1960, alguns fabricants europeus havien començat a desenvolupar motocicletes de motocròs amb motor de dos temps per a competir en la màxima categoria, els 500 cc. Les motos de quatre temps britàniques havien perdut l'antiga hegemonia davant la txecoslovaca ČZ, la primera a marcar la pauta al mercat dels dos temps amb la CZ 360 de doble port (amb la qual el seu pilot oficial Paul Friedrichs guanyà el mundial els anys 1966, 1967 i 1968).
Bultaco, però, més que pensar en el mercat europeu ho feia en el dels EUA, on aquells anys començava a introduir-se amb èxit. Derivada del reeixit model de 250 cc de la marca, la Pursang, la Bultaco El Bandido de 1967 fou concebuda per a competir en les curses de motocròs americanes de la categoria més alta (aleshores, l'"Open"), per la qual cosa la marca catalana creà el seu primer motor de gran cilindrada, un de 348 cc que fou conegut com a "Pedralbes". Aquell motor, apujat a 362 cc el 1968, lliurava 43,5 CV, 10 més que la Pursang, cosa que unida als 10 kg més que pesava la moto envers la seva antecessora convertia el nou model en pràcticament ingovernable dins un traçat de motocròs.
La Bandido, a més, muntava un xassís diferent del de la Pursang, una mica més pesat però també més rígid i estable. Una llarga distància entre eixos (vora 142 cm) i un angle de forquilla de 31 graus feien la moto més apta per a un suau camí de desert que no pas per a un circuit de motocròs, motiu pel qual la moto esdevingué habitual a les curses de desert (també anomenades scrambles als EUA). De fet, se'n podia demanar una versió especial per a motocròs, equipada amb llanda anterior Akront de 21", però la que més es venia era la versió scramble, amb llanda de 19". Un dels punts forts d'aquest model era el motor, especialment les peces de fosa i la camisa del cilindre, qualificats sovint d'obres d'art a causa del seu excel·lent acabat. En contrapartida, la moto duia una encesa electrònica Femsatronic no gaire fiable.
La poca idoneïtat de la Bandido per a les curses de motocròs va fer que altres marques europees, com ara Maico, Husqvarna i CZ, acaparessin el mercat nord-americà de gran cilindrada. Veient que se li n'acumulaven els estocs, Bultaco va decidir reconvertir la Bandido en un model de tipus trail i el resultat fou la nova El Montadero, llançada el 1968. Uns anys més tard, noves versions de Pursang augmentades a 360 cc (començant per la MK7 de 1973) reemplaçaren la Bandido i, aquest cop sí, varen obtenir un gran èxit comercial als EUA.

## Versions

### Llista de versions produïdes
| Id. Model | Versió     | Cilindrada | Anys        | Núm. Sèrie | Pintura dipòsit                               |
| --------- | ---------- | ---------- | ----------- | ---------- | --------------------------------------------- |
| 17        | [ a ]      | 350        | 1967 - 1968 | 17.000.001 | Blanc amb franja negra (parafangs de fibra)?  |
|           |            |            |             |            |                                               |
| 18        | TT / Cross | 360        | 1968 - 1969 | 18.000.001 | Blanc amb franja negra (parafangs de fibra)   |
| 50        |            | 350        | 1968 - 1971 | 50.000.001 | Blanc amb franja negra (parafangs de fibra)   |
|           |            |            |             |            |                                               |
| 61        | Mk2        | 360        | 1969 - 1971 | 61.000.001 | Blanc amb franja negra (parafangs metàl·lics) |
| 65        |            | 350        | 1971 - 1972 | 65.000.001 | Blanc amb franja negra (parafangs metàl·lics) |

Notes
1. ↑  El model 17 de Bultaco, considerat la primera versió d'El Bandido, apareix sovint documentat com a Bultaco Conquistador 360. S'ha dit que aquesta moto anava equipada amb el motor P-11 de Bultaco, conegut com a "Motor Pedralbes".
2. ↑  El model 18 de Bultaco, conegut com a "TT / Cross", és considerat també com a la versió "Mk1" d'El Bandido

### MK1
Fitxa tècnica
| Bultaco El Bandido TT / Cross MK1 | Bultaco El Bandido TT / Cross MK1 | Bultaco El Bandido TT / Cross MK1 |
| --- | --------------------------------- | --------------------------------- |
| | 350                               | 360                               |
| Id. Model | 50                                | 18                                |
| Núm. Sèrie | 50.000.001                        | 18.000.001                        |
| Anys | 1968 - 1971                       | 1968 - 1969                       |
| CC | 347,95                            | 362,8                             |
| Diàmetre x Carrera | 83,2 x 64 mm                      | 85 x 64 mm                        |
| Compressió | 11:1                              | 11:1                              |
| CV | 42 a 7.500 rpm                    | 43,5 a 7.500 rpm                  |
| Carburador | Amal 932                          | Amal 932                          |
| Canvi | 4 velocitats                      | 4 velocitats                      |
| Suspensió davant | Forquilla telescòpica             | Forquilla telescòpica             |
| Suspensió darrera | Amortidors hidràulics             | Amortidors hidràulics             |
| Pneumàtic davant | 3 x 19" o 3,50 x 21" (a escollir) | 3 x 19" o 3,50 x 21" (a escollir) |
| Pneumàtic darrera | 4 x 18"                           | 4 x 18"                           |
| Frens davant | Tambor 140 x 30 mm                | Tambor 140 x 30 mm                |
| Frens darrera | Tambor 140 x 40 mm                | Tambor 140 x 40 mm                |
| Pes en sec | 114 Kg                            | 114 Kg                            |
| Dipòsit | Blanc amb franja negra (9,5 l)    | Blanc amb franja negra (9,5 l)    |
| Parafangs | Fibra de vidre                    | Fibra de vidre                    |
| \| • Dimensions \| \| -------------------------------------------------------------------------------------------------------------------------------------------------- \| \| - Distància entre eixos: 1.420 mm - Alçada selló: 785 mm - Alçada sobre el terra: 263 mm - Alçada reposapeus: 285 mm - Alçada presa d'aire: 750 mm \| |                                   |                                   |
| • Dimensions |                                   |                                   |
| - Distància entre eixos: 1.420 mm - Alçada selló: 785 mm - Alçada sobre el terra: 263 mm - Alçada reposapeus: 285 mm - Alçada presa d'aire: 750 mm |                                   |                                   |

### MK2
Fitxa tècnica
| Bultaco El Bandido MK2 | Bultaco El Bandido MK2                    | Bultaco El Bandido MK2                    | Bultaco El Bandido MK2 |
| --- | ----------------------------------------- | ----------------------------------------- | ---------------------- |
| | 350                                       | 360                                       |                        |
| Id. Model | 65                                        | 61                                        |                        |
| Núm. Sèrie | 65.000.001                                | 61.000.001                                |                        |
| Anys | 1971 - 1972                               | 1969 - 1971                               |                        |
| CC | 347,95                                    | 362,8                                     |                        |
| Diàmetre x Carrera | 83,2 x 64 mm                              | 85 x 64 mm                                |                        |
| Compressió | 11:1                                      | 11:1                                      |                        |
| CV | ?                                         | E: 37,5 a 6.500 rpm A: 42 a 8.000 rpm     |                        |
| Carburador | Amal 932                                  | Amal 932                                  |                        |
| Canvi | 4 velocitats                              | 4 velocitats                              |                        |
| Suspensió davant | Forquilla telescòpica                     | Forquilla telescòpica                     |                        |
| Suspensió darrera | Amortidors hidràulics                     | Amortidors hidràulics                     |                        |
| Pneumàtic davant | E: 3 x 21" (enduro) A: 3,50 x 19" (trial) | E: 3 x 21" (enduro) A: 3,50 x 19" (trial) |                        |
| Pneumàtic darrera | E: 4 x 18" (enduro) A: 4 x 18" (trial)    | E: 4 x 18" (enduro) A: 4 x 18" (trial)    |                        |
| Frens davant | Tambor 140 x 30 mm                        | Tambor 140 x 30 mm                        |                        |
| Frens darrera | Tambor 140 x 40 mm                        | Tambor 140 x 40 mm                        |                        |
| Pes en sec | 114 Kg                                    | 114 Kg                                    |                        |
| Dipòsit | Blanc amb franja negra (9,5 l)            | Blanc amb franja negra (9,5 l)            |                        |
| Parafangs | Metàl·lics                                | Metàl·lics                                |                        |
| \| • Dimensions \| \| -------------------------------------------------------------------------------------------------------------------------------------------------------------------------------------- \| \| - Distància entre eixos: 1.420 mm - Llargada total: 2.150 mm - Alt x ample manillar: 1.080 x 900 mm - Alçada selló: 785 mm - Alçada sobre el terra: 170 mm - Alçada reposapeus: 295 mm \| |                                           |                                           |                        |
| • Dimensions |                                           |                                           |                        |
| - Distància entre eixos: 1.420 mm - Llargada total: 2.150 mm - Alt x ample manillar: 1.080 x 900 mm - Alçada selló: 785 mm - Alçada sobre el terra: 170 mm - Alçada reposapeus: 295 mm |                                           |                                           |                        |

1. ↑  La Bandido Mk2 es comercialitzava amb dues versions de motor: "E" (suavitzat) i "A" (més potent).